# Велики Новгород
 Тази статия е за Велики Новгород.  За други значения на Новгород вижте Новгород (пояснение).
Велики Но́вгород (на руски: Вели́кий Но́вгород) е древноруски град в Северозападна Русия, административен център на Новгородска област. До 1999 г. се е казвал само Новгород. Градът е първата столица на Руската държава.
Включен е в състава на Сребърния пръстен на Русия.
Населението на града е 222 669 души (1 януари 2025). Разположен е на 25 метра надморска височина в Приилменската низина.

## История
В района на града са отрити останки от неолита (3 – 4 хил. пр.н.е.). До VIII век е съществувало населено място Ладога, а до IX век и селище Городище. През X век, градът е втория по важност град в Рус след Киев. Градът е управляван от 862 година от княжеската фамилия Рюриковичи. Бил е разделен на две: Торговская и Софийская страна. Двете области са били разделени от река Волхов. В града са се намирали и Кремъл, Ярловски двор и Софийски двор. С града се свързва и животът на княз Ярослав Мъдри.
Градът е център на Новгородската земя (под егидата на скандинавската династия Рюриковичи) и Новгородската република от 8 век до присъединяването към Московското княжество през 1478 г.

## Галерия
- Картина Новгородски търг
- Паметник Хилядолетна Русия
- Ярловски дворец